# Nouveau Bayreuth
Le nouveau Bayreuth (en allemand Neubayreuth ou neues Bayreuth) est le surnom du profond renouvellement que connut dans les années 1950 et 1960 le Festival de Bayreuth sous l’influence de Wieland Wagner, codirecteur du festival avec son frère Wolfgang.
Les mises en scène visaient à trouver le sens profond de chaque œuvre en l’extirpant de tout contexte historique ou politique, et rejetaient le style traditionnel – littéral, réaliste et naturaliste – en ce qu’il prenait le parti de symboliser et d’évoquer plutôt que de figurer. Les personnages, conçus comme des symboles plutôt que comme des pseudo-humains, sont au cœur d’une action universelle et intemporelle qui permet de multiples lectures.

## Contexte historique
Le renouveau opéré par les petits-fils du compositeur naît dans l’opprobre qui frappe après la Seconde Guerre mondiale le Festival de Bayreuth et la famille Wagner. Le festival a pleinement participé à la politique culturelle du régime nazi, sous le haut patronage d’Adolf Hitler lui-même, intime de la famille. D’une certaine manière, c’est également la méfiance manifestée envers un compositeur à l’antisémitisme avéré, adulé par Hitler et utilisé jusqu’à plus soif par les nazis, qui déteint sur le lieu qu’il a conçu pour la célébration de ses propres œuvres.
Le festival rouvre six ans après la fin de la guerre, en 1951, l’année du soixante-quinzième anniversaire de sa création. Il a été pris en main par les petits-fils du compositeur, Wieland et Wolfgang Wagner. Leur mère Winifred, la belle-fille du compositeur et directrice depuis 1930, renonce à tout rôle sur la colline sacrée ; elle vivra jusqu’en 1980, sans manifester le moindre remords quant à la cordiale relation qu’elle entretenait avec le Führer. Ses deux fils vont s’attacher à dissocier les ouvrages de Wagner d'un certain nationalisme allemand et l'abstraire de toute lecture politique.
À cela s’ajoute une conscience aiguë de la nécessité de sortir les ouvrages de la vision traditionnelle dont Bayreuth s’était fait la spécialité, bien qu’un premier rafraîchissement soit déjà advenu pendant la période nazie, sous l’impulsion de Winifred et avec la bénédiction d’Hitler. L'influence d'Appia, aussi, est déterminante. Cette volonté, jugée radicale, heurtera une partie du public, à qui Wieland répondra en 1963 qu’« on ne peut pas vivre dans un musée, même si c’est celui de mon grand-père ».
Le 29 juillet 1951, la réouverture du festival constitue « le plus important événement lyrique germanique depuis la création de Wozzeck à Berlin en décembre 1925 » (Frederic Spotts).

## Démarche artistique
Le premier festival voit bouleversée la conception de la mise en scène héritée du XIXe siècle, et renvoie au musée les décors au caractère littéral caractéristique de l’ancien style wagnérien. Wieland fait évoluer ses personnages sur de grandes plages monocolores stylisant le lieu, le contexte, l’atmosphère, ou l’état d’esprit des personnages ; ainsi le rocher de l’acte III du Siegfried de 1951 est réduit à un sol de pierre claire et un immense ciel bleu. Dans certaines productions, le décor même est remplacé par l’obscurité et le vide : aucune forêt sacrée dans l’acte I du Parsifal de 1951, aucun château dans l’acte III du Tristan de 1952, mais une noirceur qui projette sur tout l’espace scénique le désespoir d’Amfortas et de Tristan et la progression en eux du mal.
La nouveauté tient non seulement à ce qu’on voit, mais aussi à ce qu’on ne voit plus, car toute ce qui est jugé inutile est supprimé, pour permettre au spectateur de se concentrer sur l’essentiel, c’est-à-dire le chant et l’action. Dans le Parsifal du premier soir, pas de cygne, pas de temple, pas de château, pas de fleurs pour les filles-fleurs, etc. Des costumes simples et intemporels remplacent les peaux d’animaux et les braies issues des mythes germaniques, et montrent l’universalité du message et l’appartenance des personnages à l’humanité entière. Ce dépouillement culmine lors du duo d’amour du Tristan de 1952, lorsque les deux amants chantent… au milieu d’un infini bleu-noir d’où seules émergent leurs têtes.
Un élément récurrent de cette époque est, au centre de la scène, un vaste cercle – ou plutôt, pour des raisons de perspective, d’une ellipse –, autour et sur lequel se concentre le déroulement de l’action. On trouve de bons exemples dans L’Anneau du Nibelung de 1951 – où la forme symbolise également l’anneau – ou à l’acte I du Parsifal de cette même année. Wieland, influencé par le théoricien de la mise en scène Adolphe Appia, utilise également la lumière comme un élément de mise en scène, que ce soit pour rendre l’atmosphère d’un lieu ou pour lier musique et drame à travers la couleur.
Au milieu des années 1950, les principes évoluent en direction de l’idée d’un espace imaginaire (geistiger Raum), structuré et tourné vers le public. Certains éléments s’inspirent de la tragédie grecque – une source importante chez Wagner, lecteur d’Eschyle et qui a arrangé la salle du Palais des festivals de Bayreuth avec des gradins en demi-cercle, dans le style antique. Les costumes des dieux de  L’Anneau de 1951 montraient déjà cette direction, ce qui contribue à « dé-germaniser » visuellement les ouvrages. Mais c’est le traitement des chœurs dans le Tannhäuser de 1954 et le Lohengrin de 1958 qui portent une plus grande nouveauté : ils évoquent le chœur grec qui, en un vaste ensemble face au public, entoure et commente l’action.
Dans les années 1960, la volonté de laisser au spectateur la liberté de voir fera préférer à l’abstraction l’utilisation de formes symboliques et ambiguës qui peuvent, comme des taches de Rorschach, être interprétées de différentes manières, ouvrant ainsi tout le potentiel psychologique des ouvrages. Dans son célèbre Tristan de 1962, l’espace scénique n’est occupé que par d’étranges et hauts monolithes. Dans l’acte II, une forme verticale d’une dizaine de mètres de haut, au sommet incliné et percé de deux larges trous d’où tombent deux traînées sombres… Une pierre tombale ? un symbole phallique ? l’épée de Marke ? la surveillance de Brangäne ? une chouette ? De même, à l’acte II de son Siegfried de 1965, une structure d’apparence végétale formant une fresque de larges trous, et pouvant suggérer des racines, les alvéoles d’une ruche, des terriers…
En 1976, le metteur en scène Patrice Chéreau bouscule les habitudes du festival de Bayreuth et donne vie à son épopée le « Ring », en la replaçant avec acuité dans le XIXe siècle de Wagner et du capitalisme naissant, provoquant à la fois scandale et triomphe.

## Liste des mises en scène
Wieland Wagner a mis en scène tous les grands opéras de son grand-père au moins une fois, de la réouverture de 1951 jusqu’à sa mort en 1966.
- 1951 : Parsifal
- 1951 : L’Anneau du Nibelung
- 1952 : Tristan et Isolde
- 1954 : Tannhäuser
- 1956 : Les Maîtres Chanteurs de Nuremberg
- 1958 : Lohengrin
- 1959 : Le Vaisseau fantôme
- 1961 : Tannhäuser
- 1962 : Tristan et Isolde
- 1963 : Les Maîtres Chanteurs de Nuremberg
- 1965 : L’Anneau du Nibelung

Wolfgang a également signé quatre mises en scène pendant cette période, dans un style qui, s’il s'inscrit dans les principes de son frère, est généralement considéré comme plus sage ou moins inspiré.
- 1953 : Lohengrin
- 1955 : Le Vaisseau fantôme
- 1957 : Tristan et Isolde
- 1960 : L’Anneau du Nibelung

La mise en scène des Maîtres Chanteurs par Rudolf Hartmann en 1951, reprise en 1952 seulement, ne peut être liée au nouveau Bayreuth : Wieland a préféré se concentrer pour la réouverture sur Parsifal et le Ring, et n’a consenti à une troisième production dans le style traditionnel qu’afin de faire une courte transition avec les anciens festivals.

## Réaction
L’application des principes de Wieland Wagner afin de dégager les opéras de la dimension historique et politique dans laquelle les avaient enfermés sept décennies de mises en scène « respectant les œuvres du Maître » a été vécue comme un bouleversement, et à ce titre diversement appréciée. Une partie des critiques et du public, dès le début, accueille favorablement les mises en scène de Wieland, et s’y rallie avec parfois quelques réticences.
Cependant, une partie plus traditionaliste du public vivra la volonté de dépoussiérage comme une profanation, et l’universalisation comme un reniement. À chaque nouvelle production, les « révisions » sont critiquées : la scène de Lohengrin n’est plus à Anvers, Heinrich n’y est plus empereur ; aucun marin à l’acte I de Tristan ; aucun jardin pour les filles-fleurs ; etc. En particulier, en 1956, la production des Maîtres Chanteurs de Nuremberg, surnommée « Les Maîtres Chanteurs sans Nuremberg » en raison de l'absence de toute figuration de la ville dans les décors des actes II et III, a suscité les premières huées de l’histoire du festival, et l’ire des traditionalistes, qui comparèrent les gradins de la scène du concours, rangés avec un dénivelé relativement élevé, à un amphithéâtre d’université…
Autre scandale célèbre, celui de Tannhäuser en 1961. Plus que la mise en scène, la Bacchanale très suggestive de Maurice Béjart et, surtout, la présence d'une chanteuse noire, Grace Bumbry qui chanta Vénus, provoquèrent de très vives réactions du public ("Une "négresse" à Bayreuth !")[réf. nécessaire].
Le travail de Wieland Wagner n’a cependant aucun caractère radical ou subversif : il faut y voir une volonté d'atteindre le sens profond, le message même de chaque ouvrage au-delà du détail ou de l’anecdotique, et d’être en ce sens plus « fidèle » à l’œuvre wagnérienne que ceux qui s’en sont servis à des fins de propagande politique. Il rencontre du reste un succès européen, et dirige d’autres productions wagnériennes dans de grandes maisons d’opéra, où il contribue à faire prendre conscience qu’une page s’est tournée dans l’histoire du théâtre lyrique.